# گورستان باستانی گون کر میکال
گورستان باستانی گون کر میکال مربوط به هزاره اول قبل از میلاد است و در شهرستان سیاهکل، بخش دیلمان، دهستان دیلمان، روستای میکال واقع شده و این اثر در تاریخ ۷ اسفند ۱۳۸۶ با شمارهٔ ثبت ۲۱۵۴۳ به‌عنوان یکی از آثار ملی ایران به ثبت رسیده‌است.